# Hansa-Brandenburg

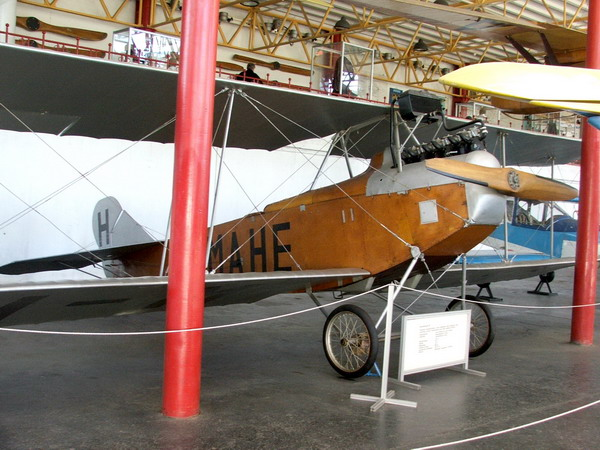
Model Hansa-Brandenburg B.I exhibit al Museu aeronàutic de Budapest.

Hansa und Brandenburgische Flugzeugwerke (Més normalment just Hansa-Brandenburg) va ser una empresa alemanya de fabricació d'aeronaus que va operar durant Primera Guerra Mundial. Va ser creada el maig de 1914 quan Camillo Castiglioni va comprar Brandenburgische Flugzeugwerke i va reubicar la fàbrica de Liebau a Brandenburg un der Havel. El dissenyador en cap de la companyia, Ernst Heinkel va ser retingut a la nova empresa. A la tardor de 1915, s'havia convertit en el fabricant d'aeronaus més gran d'Alemanya, amb una capital d'1.500.000 de marcs, 1.000 empleats, i dos fàbriques més - una a Rummelsburg, Berlín, i l'altre a Wandsbek, Hamburg.
Tot i que la fabricació va ser duta a terme a Alemanya, Castiglioni era austríac, i moltes de les aeronaus militars produïdes per l'empresa ho van ser pel cos d'aviació austrohongarès. L'empresa va ser coneguda, especialment, per una sèrie d'hidrocanoes de caça i reconeixement que van ser utilitzades amb molt èxit per l'Armada Imperial alemanya durant la guerra. Hansa-Brandenburg no va sobreviure al mercat de la postguerra, i va cessar les operacions durant l'any 1919. Alguns dels seus dissenys van continuar sent produïts en altres països, sobretot a Finlàndia i Noruega.

## Aeronaus
- Hansa-Brandenburg B.I[2]
- Hansa-Brandenburg C.I[2]
- Hansa-Brandenburg CC[2]
- Hansa-Brandenburg D.I[2]
- Hansa-Brandenburg G.I[2]
- Hansa-Brandenburg GW[2]
- Hansa-Brandenburg KDW[2]
- Hansa-Brandenburg W[2]
- Hansa-Brandenburg W.11[2]
- Hansa-Brandenburg W.12[2]
- Hansa-Brandenburg W.13[2]
- Hansa-Brandenburg W.19[2]
- Hansa-Brandenburg W.20[2]
- Hansa-Brandenburg W.27[2]
- Hansa-Brandenburg W.29[2]
- Hansa-Brandenburg W.33[2]